# Клипот
Клипот, келиппот (ивр. קליפות‎, скорлупы) — понятие в каббале: богопротивные демонические силы или миры (ады), которые рассеивают божественный свет и питают бытие материального мира.
Перерабатывают поступающую из материального мира энергию. Компенсируют сфиры в энергии. Согласно Книге Зогар, клипот появились после разбиения сосудов Сфир в сотворении мира. По версии Натана из Газы (XVII век) клипот происходят из решимо — частичек того божественного света, который остался после цимцума. После процесса тиккун клипот будут преображены и возвращены к Богу. Являются оболочкой и  хранителями  разбитых сфир. По большинству представляют собой полигон для сфир.
- Самаэль
- Таумиэль
- Гагиэль
- Сатариэль
- Гамчикот
- Голахаб
- Тагирион
- Хараб Серапел
- Гамалиил
- Нехемот